# چاه گز (بختگان)
چاه گز، روستایی در دهستان چاه گز بخش حنا شهرستان بختگان در استان فارس ایران است.

## جمعیت
بر پایه سرشماری عمومی نفوس و مسکن در سال ۱۳۹۵، جمعیت این روستا برابر با ۱٬۱۵۶ نفر (۳۵۳ خانوار) بوده است.